# جزيرة جوينفيل
جزيرة جوينفيل هي أكبر جزر مجموعة جزر جوينفيل حيث يبلغ طولها حوالي 74 كيلومتر ويبلغ عرضها حوالي 22 كيلومتر. تقع جزيرة جوينفيل قبالة الطرف الشمالي الشرقي من شبه الجزيرة القطبية الجنوبية حيث يفصل بينهما الممر المائي القطبي الجنوبي. اكتشفت بعثة فرنسية استكشافية بقيادة الكابتن جول دومون دو أورفيل جزيرة جوينفيل وسجلتها على الخرائط خلال حوالي عام 1838. ولقد سمَّى دو أورفيل الجزيرة على اسم أمير جوينفيل فرانسوا أورليان (1818–1900) وهو ثالث أبناء دوق أولريان لويس فيليب. وتقع هذه الجزيرة ضمن الأراضي التي تدَّعيها كل من الأرجنتين وبريطانيا وتشيلي في القارة القطبية الجنوبية.
تتألف جزيرة جوينفيل من سلسلة من الوديان والخلجان ومنها خليج سوسبيروس ووادي بالاينا.